# Katholieke Kerk in Kirgizië

Kirgizië

De Katholieke Kerk in Kirgizië maakt deel uit van de wereldwijde Katholieke Kerk onder het leiderschap van de paus en de curie.
Onder de katholieken zijn er veel etnische Duitsers, Polen en Koreanen die in de jaren 1930 ten tijde van Stalin door de Sovjet-Unie naar Siberië en Kazachstan zijn gedeporteerd.
In 1991, na de perestrojka en de onafhankelijkheid van Kirgizië, benoemde paus Johannes Paulus II Fr. Pavel Lenga tot apostolisch administrator van Karaganda voor de katholieken van de Latijnse ritus in Kazachstan en de andere vier voormalige Sovjet-grondgebied republieken van Centraal-Azië: Oezbekistan, Tadzjikistan, Kirgizië en Turkmenistan.
In 1997 richtte Paus Johannes Paulus II de sui iuris Katholieke missie van Kirgizië op onder de hoede van de jezuïeten. Op 18 maart 2006 werd deze verheven tot een apostolische administratie en Nikolaus Messmer werd 's lands eerste katholieke bisschop.
Het Vaticaan heeft diplomatieke betrekkingen met Kirgizië. Apostolisch nuntius voor Kirgizië is sinds 15 juli 2023 aartsbisschop George George Panamthundil, die tevens nuntius is voor Kazachstan en Tadzjikistan.

## Bestuurlijke indeling
- Immediatum Apostolische administratie Kirgizië